# Великий Манчестер (міська агломерація)
Великий Манчестер (англ. Greater Manchester Built-up Area) — агломерація в Північно-Східній Англії. Визначена Управлінням національної статистики (ONS), яка складається з великої міської агломерації, яка охоплює міський елемент міста Манчестер, і столичного району, який утворює більшу частину Великого Манчестера на півночі Західна Англія. За даними перепису населення Сполученого Королівства 2011 року, населення Великого Манчестера становить 2 553 379, що робить його другим за чисельністю населення агломерацією у Великій Британії після Великого Лондона. Це було збільшенням на 14% порівняно з населенням, зареєстрованим у переписі населення Сполученого Королівства 2001 року (2 240 230), коли це було відомо як міський район Великого Манчестера.
Забудована територія Великого Манчестера не суміжна з однойменним столичним округом Великий Манчестер, оскільки вона виключає такі поселення, як Віган і Марпл із Великого Манчестера, але включає поселення у внутрішніх районах, які лежать поза його статутними кордонами, такі як Вілмслоу в Чешир, Глоссоп у Дербіширі, Вітворт у Ланкаширі та Ньютон-ле-Віллоус у Мерсісайді.